# Qishn
Qishn (en arabe : قشن) est une ville côtière dans le gouvernorat d'Al Mahrah, dans le sud du Yémen.
Sa population est estimée à plus de 80 000 habitants.
La ville dispose d'une piste d'atterrissage, qui n'est actuellement pas en usage (Code AITA : IHN, Code OACI : ODAQ).
Historiquement, Qishn a été un port d'importation et d'exportation de l'encens, et le centre d'un sultanat, le Sultanat Mahri de Qishn et Socotra, jusqu'en 1967.
La voyageuse et exploratrice Freya Stark relève que, « ... de Qishn, 200 à 250 tonnes (de l'encens, par an). La meilleure partie provient de Saudah, Hadhbarm et Mirbat, et le pire de Qishn ».